# Lalguli Falls
Lalguli Falls són uns ràpids i una cascada a uns 15 km al nord de Yellapur, al riu Kali Nadi, districte de North Kanara a Karnataka. La cascada té una caiguda d'entre 60 i 90 metres. Prop de la cascada hi ha un fort que segons la tradició era utilitzat pels prínceps de Gonda per tirar als seus presoners a la gola del riu cap a la cascada.